# Myodermum alutaceum
Myodermum alutaceum är en skalbaggsart som beskrevs av Adam Afzelius 1817.
Myodermum alutaceum ingår i släktet Myodermum och familjen Cetoniidae. Inga underarter finns listade i Catalogue of Life.